# El festí de Baltasar
El festí de Baltasar és un quadre de 1635 del pintor neerlandès Rembrandt. S'exhibeix en la National Gallery de Londres.
El tema de l'obra és un episodi del Llibre de Daniel. El rei Baltasar de Babilònia celebra un banquet en el qual els comensals prenen begudes i mengen en bols i gots saquejats del temple de Jerusalem per Nabucodonosor, durant la conquesta de la capital dels jueus que va conduir a la captivitat de Babilònia. Enmig del festí, sorgeix una misteriosa mà que escriu un enigmàtic missatge en la paret: meni, tekel, ufarsin ('una mina, un cicle i dues mitges mines'). Ningú, excepte Daniel, va poder interpretar-ho ("mene, ha explicat Déu el teu regne i li ha posat fi; tekel, has estat pesat en la balança i trobat mancat de pes; ufarsin, ha estat trencat el teu regne, i donat als medes i perses).
L'obra està signada i datada amb "Rembrandt, 1635, F." i reflecteix la influència de la pintura de Rubens i Caravaggio.

## Anàlisi
El quadre respon a la pretensió de Rembrandt d'establir-se com un pintor reconegut de grans pintures d'història a l'estil barroc. Les figures no pretenen reflectir una bellesa ideal, sinó mostrar-se de forma realista, amb arrugues i imperfeccions, i una gran expressivitat (mostrant sorpresa en ulls i rostres) i gestualitat de tot el cos, intentant capturar el moment en el qual els assistents al festí adverteixen, terroritzats, el miracle de l'escriptura en la paret.
El tractament de la llum i les ombres es fa amb la tècnica del clarobscur, destacant detalls dels rostres o el mantell reial, i ocultant altres parts perquè no distreguin innecessàriament l'atenció. La textura de l'oli i la potència i direcció de la pinzellada estan també subtilment estudiades, permetent definir els efectes desitjats d'atmosfera i moviment.
Es fan servir elements iconogràfics per a transmetre un complex missatge moral i bíblic. La mà que escriu en la paret és masculina, per a representar amb claredat la mà de Déu. El got profanat per ventura sigui una configuració que al·ludeixi al calze eucarístic. Els tons daurats al·ludeixen a la riquesa de Babilònia.
La composició evidencia una planificació organitzada. Es pretén concentrar l'atenció en la figura central (Baltasar), de posa dramàtica. La llum, provinent de les lletres escrites en la paret, es reflecteix en els ulls de les figures, la capa reial i els gots. Les línies de tensió i les mirades es dirigeixen en diagonal a l'angle superior dret.
Rembrandt vivia al barri jueu d'Amsterdam i allí va obtenir un llibre hebreu d'un dels seus amics, el rabí i impressor Menasseh Ben Israel, d'on va extreure els caràcters que va usar en el seu quadre; no obstant això, ho va fer incorrectament, en disposar-los en columnes en comptes de d'esquerra a dreta, com correspon a aquest tipus d'escriptura. Aquest error, en cas de ser conscient, podria significar una referència a la tradició jueva que explica que l'escriptura només va poder ser interpretada per Daniel perquè estava escrita verticalment, perquè ningú més l'entengués.
S'ha assenyalat la possibilitat que el dramatisme i la gestualitat de l'escena estiguessin influenciats per les representacions teatrals, que s'havien convertit en un important espectacle en l'Holanda del segle xvii.